# Salto del Agua (métro de Mexico)
Salto del Agua est une station de correspondance entre les lignes 1 et 8 du métro de Mexico. Son symbole représente l'eau provenant d'une source.

## La station
Depuis l'époque de Tenochtitlán, un aqueduc transportait l'eau de la colline de Chapultepec à un endroit appelé Salto del Agua.
Le 20 mars 1779, Don Antonio María de Bucareli y Ursúa, en tant que nouveau vice-roi de la Nouvelle-Espagne, ordonna la construction et l'inauguration d'une fontaine où aboutirait l'aqueduc venant des sources de Chapultepec et de Santa Fe, via les actuelles Avenues Chapultepec et Arcos de Belen.
La fontaine originale, attribuée a Ignacio Castera, se trouve aujourd'hui au Musée National de la Vice-Royauté à Tepotzotlan (État de Mexico), tandis que sa réplique exécutée en 1948 par Guillermo Ruiz à l'image de la Chapelle de l'Immaculée Conception — dite Capilla del salto del agua — en occupe la place initiale. Le symbole de la station se réfère aux trois jets d'eau qui jaillissaient de la bouche de dauphins chevauchés par des enfants.

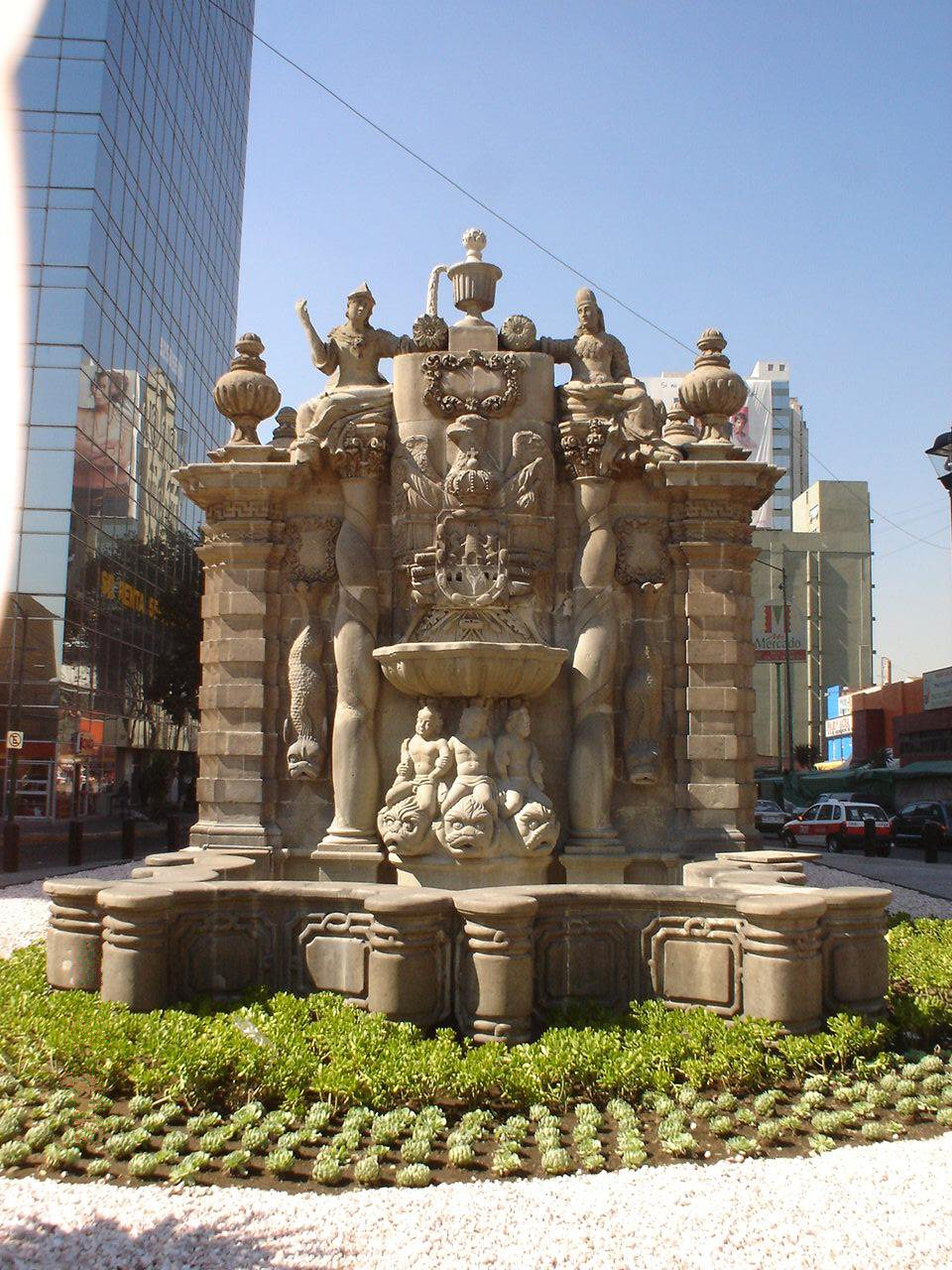
Fontaine du Salto del Agua.